# Elindo Avastia
Elindo Claudino Rodiano Avastia (Dordrecht, 21 februari 1995) is een Nederlandse jeugdacteur, musicalacteur, youtuber en zanger en drummer van de band 'Ghost Rockers'. In 2013 werd Elindo vooral bekend met zijn rol als Tom Bosch in het vierde seizoen van 'VRijland'. Van 2014 tot en met 2017 speelde hij een van de hoofdrollen in de Studio 100-reeks 'Ghost Rockers' als Jimmy O'Hara op Ketnet en Nickelodeon. Ook heeft Elindo een eigen YouTube kanaal.

## Biografie
Elindo studeerde muziektheater op de Fontys Hogeschool voor de Kunsten in Tilburg, waar hij zangles kreeg van Ivar Costenoble, Katrien Verheijden en Ingrid Zeegers.
Zingen, acteren en presenteren zijn z’n grootste hobby's, daarom ging hij tijdens zijn atheneum naar de MusicAllFactory, waarna hij direct kon starten op het conservatorium. Tegelijk speelde hij ook de hoofdrol in de musical Hair van het Brabants Muziek-Theater. In 2013 speelde Elindo de rol van Tom Bosch in de Z@PP-serie VRijland. Datzelfde jaar won hij ook de Tom Odems Musical Award voor beste solist.
In 's-Hertogenbosch is Elindo actief als theaterambassadeur. Ook volgde hij masterclasses en workshops bij Maurice Wijnen, Freek Bartels en Mike Weerts.
Elindo presenteert wekelijks De Volgspot Cast samen met zijn beste vriend Diego González-Clark.

## Televisie
- Ghost Rockers (2014 - 2017) - Jimmy O'Hara
- 100% Ghost Rockers (2015) - zichzelf
- Ghost Rockers Voor Altijd (2016) - Jimmy O’ Hara
- The Passion (2015) - Discipel
- VRijland (2013) - Tom Bosch

## Theater
- Tarzan (musical) (Hamburg, Duitsland) - Terk (2025-heden)
- Disney in Concert: Follow Your Dreams - solist (2025)
- Kinky Boots (Arenbergschouwburg Antwerpen) - Lola (2024)
- Studio 100 Sing Along - Ghost Rockers (2024)
- Tarzan (musical) (Stuttgart, Duitsland) - Terk (2023-2025)
- Die Eiskönigin (Hamburg, Duitsland) - Olaf (2021-2023)
- Kinky Boots (Nederland) - ensemble + alternate Lola (2019-2020)
- Mamma Mia! (musical) - ensemble + understudy Sky (2018)
- The Color Purple (musical) - Adam + ensemble (2018)
- Ghost Rockers On Tour - Ghost Rockers (2017)
- Ghost Rockers On Tour  - Ghost Rockers (2016)
- Studio 100 Winterfestival (Ziggo Dome, Amsterdam) - Ghost Rockers (2016)
- De Grote Sinterklaasshow (Sportpaleis, Antwerpen) - Ghost Rockers (2016)
- De Grote Sinterklaasshow (Sportpaleis, Antwerpen) - Ghost Rockers (2015)
- De Grote Sinterklaasshow (Sportpaleis, Antwerpen) - Ghost Rockers (2014)
- Hair (musical) (Brabants Muziek-Theater) - Claude (2012)

## Commercial/Campagnes
- Werken bij Kruidvat (2012 - heden)
- Normaal Doen Is Zo Gek Nog Niet (2010)
- Theater aan de Parade (2010)

## Discografie

### Albums
| Album met hitnotering(en) in de Vlaamse Ultratop 200 albums | Datum van verschijnen | Datum van binnenkomst | Hoogste positie | Aantal weken | Opmerkingen |
| ----------------------------------------------------------- | --------------------- | --------------------- | --------------- | ------------ | ----------- |
| Gillende Gitaren                                            | 30-01-2015            | -                     | -               | -            |             |

### Singles
| Single met hitnotering(en) in de Vlaamse Ultratop 50 | Datum van verschijnen | Datum van binnenkomst | Hoogste positie | Aantal weken | Opmerkingen               |
| ---------------------------------------------------- | --------------------- | --------------------- | --------------- | ------------ | ------------------------- |
| Ghost Rockers                                        | 04-10-2014            | -                     |                 |              | Nr. 1 in de Ketnet Top 10 |
| Help Mij                                             | 17-01-2015            | -                     |                 |              |                           |
| De Beat                                              | 12-12-2015            | -                     |                 |              | Nr. 3 in de Ketnet Top 10 |

## Overig
In 2013 won Elindo de Tom Odems Musical Awards voor 'Beste Solist'.
Sinds 2009 is Elindo Theaterambassadeur van Theater aan de Parade in 's-Hertogenbosch.
Elindo is in zijn tienerjaren actief geweest als jongerenambassadeur van de gemeente 's-Hertogenbosch. Als ambassadeur was hij de schakel tussen de gemeente en jongeren.

## Prijzen en nominaties

### Het Gala van De Gouden K's
- 2016: Reeks Van Het Jaar(Ghost Rockers)
- 2017: Ketnet serie van het jaar(Ghost Rockers)
- 2017: Beste band(Ghost Rockers)

### De Nacht van De Vlaamse Televisiesterren
- 2015: Beste TV-Programma (nominatie)